# Erik van Dillen
Erik van Dillen (* 21. února 1951 San Mateo, Kalifornie) je bývalý americký profesionální tenista, trojnásobný finalista grandslamové čtyřhry z US Open 1971, Wimbledonu 1972 a lednového Australian Open 1977. Ve dvouhře žebříčku ATP byl nejvýše klasifikován v září 1973 na 36. místě.

## Tenisová kariéra
Jako první americký tenista vyhrál dvouhru i čtyřhru mistrovství USA postupně ve všech čtyřech věkových kategoriích. V roce 1971 se stal členem amerického daviscupového týmu, se kterým získal salátovou mísu v ročních 1971 a 1972. Roku 1971 se probojoval do finále čtyřhry ve Forest Hills v páru se Stanem Smithem. Po jeho boku odehrál v Davis Cupu 1973 nejdelší set v historii soutěže proti páru Fillol a Cornejo, když sada skončila poměrem gamů 37–39. Roku 1973 vyhrál dvouhru Nottingham Open po finálové výhře nad Frewem McMillanem. Zahrál si také semifinále torontského Canadian Open 1975, ve čtyřhře zvítězil v Torontu a Memphisu (1975), Birminghamu, Cincinnati a byl ve finále v Palm Springs (1976). Od roku 1977 nehrál. Na okruh se vrátil v sezóně 1981 a ovládl čtyřhru v Newportu a Clevelandu.

## Finále na Grand Slamu

### Mužská čtyřhra: 3 (0–3)
| Stav      | rok  | turnaj                  | povrch | spoluhráč        | soupeři ve finále          | výsledek                |
| --------- | ---- | ----------------------- | ------ | ---------------- | -------------------------- | ----------------------- |
| Finalista | 1971 | US Open                 | tráva  | Stan Smith       | John Newcombe Roger Taylor | 7–6, 3–6, 6–7, 6–4, 6–7 |
| Finalista | 1972 | Wimbledon               | tráva  | Stan Smith       | Bob Hewitt Frew McMillan   | 2–6, 2–6, 7–9           |
| Finalista | 1977 | Australian Open (leden) | tráva  | Charlie Pasarell | Arthur Ashe Tony Roche     | 4–6, 4–6                |